# Кулемет Калашникова
7,62-мм кулемет Калашникова (рос. ПК) — (Пулемет Калашникова) — радянський кулемет, розроблений Калашниковим М. Т. як єдиний кулемет для Збройних Сил СРСР. ПК був прийнятий на озброєння Збройних Сил СРСР в 1961 році. Ним користувались у багатьох війнах і збройних конфліктах другої половини XX століття та початку XXI.

## Варіанти і модифікації
П(улемет)К(алашникова) — кулемет Калашникова з сошками.
Варіанти ПКБ і ПКС відрізняються від ПК лише заводською комплектацією, що визначає їх призначення:
- якщо ПК встановлюється на триножний станок, то називається ПКС (станковий).
- якщо ПК встановлюється на бронетранспортер (за допомогою поворотного кронштейна), то називається ПКБ (бронетранспортерний). Поворотний кронштейн має офіційну назву «Установка». Кулемет ставили лише на бронетранспортери без башти (в бронетранспортерах з баштою використовується ПКТ).

Триножний станок до ПКС і установка до ПКБ мали серійний номер і їх закріплювали в підрозділі за певним кулеметом записом у формулярі. Всі три кулемети (точніше — один з трьома назвами, в залежності від того, де встановлений) прийняті на озброєння в 1961 році замість РП-46, СГМ і СГМБ відповідно.
Триножний станок для ПКС полегшує прицільний вогонь кулемета з ДВТ чи окопу, стрільбу по повітряних цілях і в гірській місцевості.
Установка для ПКБ складається з вертлюга (що забезпечує горизонтальне наведення), сектора (що забезпечує вертикальне наведення), тримача (утримує патронну коробку підвищеної місткості на 200/250 патронів), пружинного амортизатора, що пом'якшує відбій, рами (з'єднує кулемет з установкою) і гільзовловлювач (що дозволяє уникнути захаращення внутрішнього простору БТР). У комплект ПКБ входили сошки і приклад, що дозволяло за потреби використовувати його поза бойової машини. У цьому випадку він знову перетворювався на звичайний ПК.
ПКБ використовувався на бронетранспортерах, що мали конструкцію з відкритим верхом без поворотної башти (БТР-40, БТР-152, БРДМ-1, БТР-50) а також на безбаштових ранніх варіантах БТР-60 — БТР-60П і БТР-60ПА. Оскільки зазначені типи бронетранспортерів були практично повністю зняті з озброєння ЗС СРСР, дана модифікація є рідкістю.
ПКМ (жаргонізм покемон) — кулемет Калашникова модернізований. Прийнятий на озброєння в 1969 році на заміну ПК. Відрізняється меншою масою. Варіанти мали в заводській комплектації триножний станок або установку, називаються відповідно ПКМС і ПКМБ.
Для використання у варіанті ПКМС тоді ж був прийнятий новий триножний станок 6Т5 конструкції Степанова. При збереженні всіх позитивних якостей попереднього станка він на 3 кг легше, і крім того має:
- Спеціальні ремені для кріплення в похідному положенні коробок із стрічками; таким чином в похідному положенні разом з станкомом переноситься до 2 коробок із стрічками по 200 патронів;
- Кріплення на ніжках станка для коробки зі стрічкою в бойовому положенні; таким чином в бою один солдат може переносити кулемет разом з станком і патронної коробкою, не витягуючи стрічку з кулемета.

Крім того, так само як і у станку Саможенкова, в новому станку можна встановлювати кулемет для зенітної стрільби.
ПКТ — кулемет Калашникова танковий, з важчим стволом і обладнаний електроспуском. Він встановлюється в баштах танків та інших бойових броньованих машин (БМП, БМД, БТР−60ПБ/70/80/90, МТ-ЛБ, БМПТ, БРДМ, БРМ). Прийнятий на озброєння в 1962 році для заміни кулемета СГМТ.
АЕК-999 «Барсук» — варіант ПКМ з новим кулеметним стволом виробництва Ковровського механічного заводу
ПКТМ — кулемет Калашникова танковий модернізований. Прийнятий на озброєння в 1998 році.
КМ-7,62 — український варіант ПКМ, зі встановленою на ствольній коробці прицільною планкою Вівера.
UKM-2000 — польській варіант ПК модифікований під набій 7,62×51 мм НАТО
| Варіант | Індекс ГРАУ | Розшифрування                                          |
| ------- | ----------- | ------------------------------------------------------ |
| ПК      | 6П6         | кулемет Калашникова на сошці                           |
| ПКС     | 6П3         | кулемет Калашникова станковий                          |
| ПКБ     | 6П10        | кулемет Калашникова бронетранспортерний                |
| ПКМ     | 6П6М        | кулемет Калашникова модернізований на сошці            |
| ПКМС    | 6П3М        | кулемет Калашникова модернізований станковий           |
| ПКМБ    | 6П10М       | кулемет Калашникова модернізований бронетранспортерний |
| ПКТ     | 6П7         | кулемет Калашникова танковий                           |
| ПКТМ    | 6П7К        | кулемет Калашникова танковий модернізований            |

## Тактико-технічні характеристики
| Варіант                                                          | ПК        | ПКМ       | ПКТ     |
| ---------------------------------------------------------------- | --------- | --------- | ------- |
| Маса (кг)                                                        | 9,0       | 7,5       | 10,5    |
| Маса ствола (кг)                                                 | 2,6       | 2,4       | 3,23    |
| Довжина (мм)                                                     | 1173      | 1196      | 1098    |
| Довжина ствола без полум'ягасника (мм)                           | 605       | 605       | 722     |
| Початкова швидкість кулі (м/с)                                   | 825       | 825       | 855     |
| Скорострільність (пострілів на хвилину)                          | 650       | 650       | 700     |
| Практична скорострільність (пострілів на хвилину)                | 250       | 250       | 250     |
| Маса коробки з спорядженої стрічкою на 100, 200 або 250 патронів | 3,9/8,0/- | 3,4/6,2/- | -/-/9,4 |

| Варіант        | 6T2            | 6T5            |
| Маса (кг)      | 7,5            | 4,5            |
| Кут прицілу, ° | від −15 до +15 | від −10 до +20 |

## Конструкція

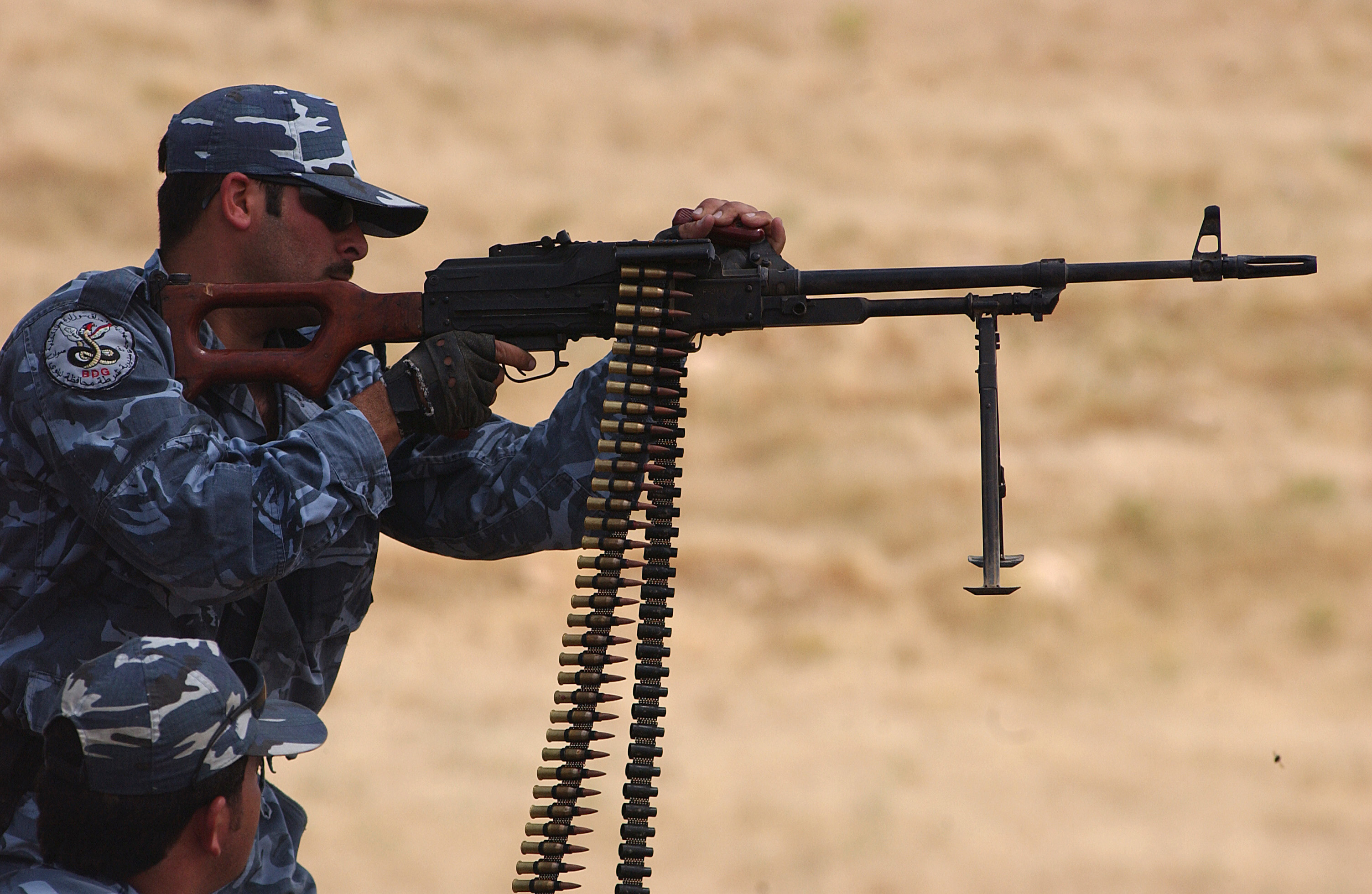
Живлення патронами — з нерозсипної металевої стрічки, подача стрічки — тільки праворуч

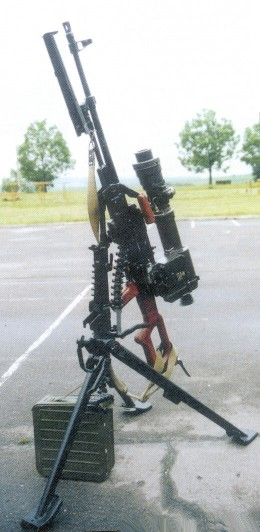
Кулемет ПКС, з нічним прицілом

Кулемет Калашникова використовує газовідвідну автоматику, замикання ствола здійснюється поворотним затвором. Вогонь ведеться тільки чергами, з відкритого затвора. У піхотному і бронетранспортерному варіантах кулемет оснащений складаною сошкою, скелетним прикладом і пістолетним руків'ям керування вогнем. У станковому варіанті кулемет встановлюється на універсальний складаний станок-триногу. Для ведення вогню по повітряних цілях станок має спеціальну штангу-адаптер. Прицільні пристосування відкриті, регульовані. Кулемет також може оснащуватися оптичними або нічними прицілами. При довгій стрільбі кулемет нагрівається, через це потрібно замінювати стволи.

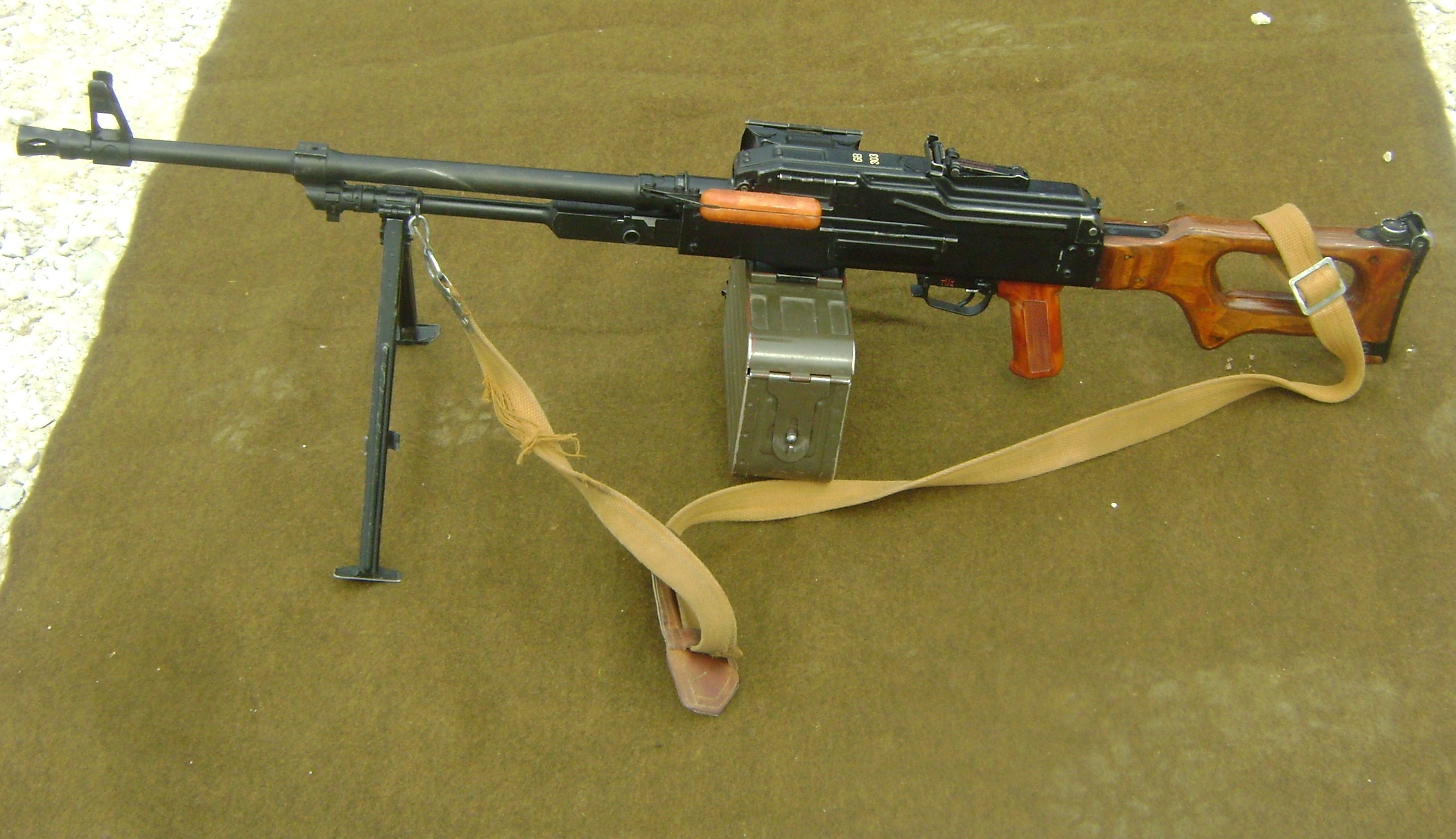
ПКМ угорської армії

Ударно-спусковий механізм зі зворотно-бойовою пружиною, забезпечує тільки автоматичний вогонь. Газовідвідний вузол має трипозиційний газовий регулятор. Охолодження ствола повітряне, ствол швидкозмінний, для зручності заміни має ручку для перенесення. Живлення патронами — з нерозсипної металевої стрічки, подача стрічки — тільки праворуч. Подача патрона зі стрічки — двоступенева, при відході затворної групи назад патрон витягується зі стрічки захватами вилучника і знижується на лінію подачі. Потім, після натискання на спусковий гачок, група затвора рухається вперед, патрон досилається в ствол. Бойовий взвод перебуває на рамі затвора, з нею пов'язаний ударник. Коли після замикання затвора рама затвора продовжує рух вперед, ударник під її дією просувається по каналу в остові затвора і розбиває капсуль. У танковому варіанті кулемета (ПКТ) замість спускового гачка встановлений електромагнітний спусковий механізм (електроспуск), що включається кнопкою розташованою на блоці наведення знаряддя на танку або БМП, або розташованої на ручці повороту башти на БТР. Електроспуск з'єднується з бортовою мережею бронемашини кабелем захищеним гнучкою трубкою з крученого дроту завдовжки 50 сантиметрів. На випадок відмови електроспуску або відсутності напруги в бортовій мережі бронемашини, на танковому варіанті кулемета (ПКТ) передбачена механічна система відкриття вогню. Механічний спуск розташований вище блоку електроспуску на потиличнику ствольної коробки і представлений горизонтально розташованою гашеткою, яку утримує у вертикальному положенні запобіжна планка. Кулемети серії ПК/ПКМ відрізняються винятково високою надійністю і користуються заслуженою популярністю у військах.[де?]

## Танковий кулемет ПКТ

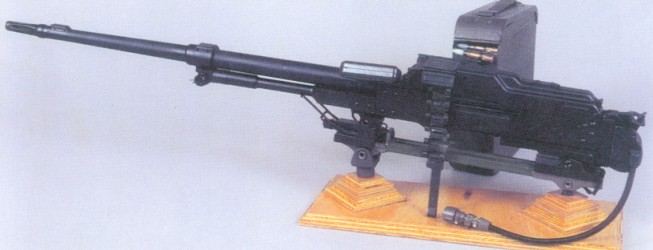
ПКТ

Танковий варіант має важчий і довший ствол, а також змінений вузол газовідведення для зменшення загазованості бойового відділення. Важкий ствол з товщими стінками дозволяє вести інтенсивніший вогонь без заміни ствола. На танковому варіанті відсутні механічні прицільні пристосування, приклад, пістолетна рукоятка і сошки. Для відкриття вогню використовується електроспуск приєднаний до бортової мережі.
У разі відсутності напруги в бортовій мережі, в потиличній частині ствольної коробки ПКТ, над блоком електроспуску, є механічний спуск, виконаний у формі вертикально розташованої гашетки, яку утримує підпружинений запобіжник, розташований в горизонтальній площині. Запобіжник виступами входить в пази гашетки, чим фіксує її. В такому випадку для виконання стрільби необхідно віджати запобіжник вниз і натиснути на гашетку в напрямку пострілу. По закінченню стрільби гашетка і запобіжник під впливом пружин повертаються у вихідне положення коли запобіжник фіксує гашетку.
Єдиним штатним спеціалізованим пристосуванням для ПКТ є так звана Трубка Холодної пристрілки (ТХП), що служить для вивірки танкового кулемета і прицілу, що закріплюється індивідуально за кожним кулеметом.

### Переробка кулемета ПКТ в піхотний варіант

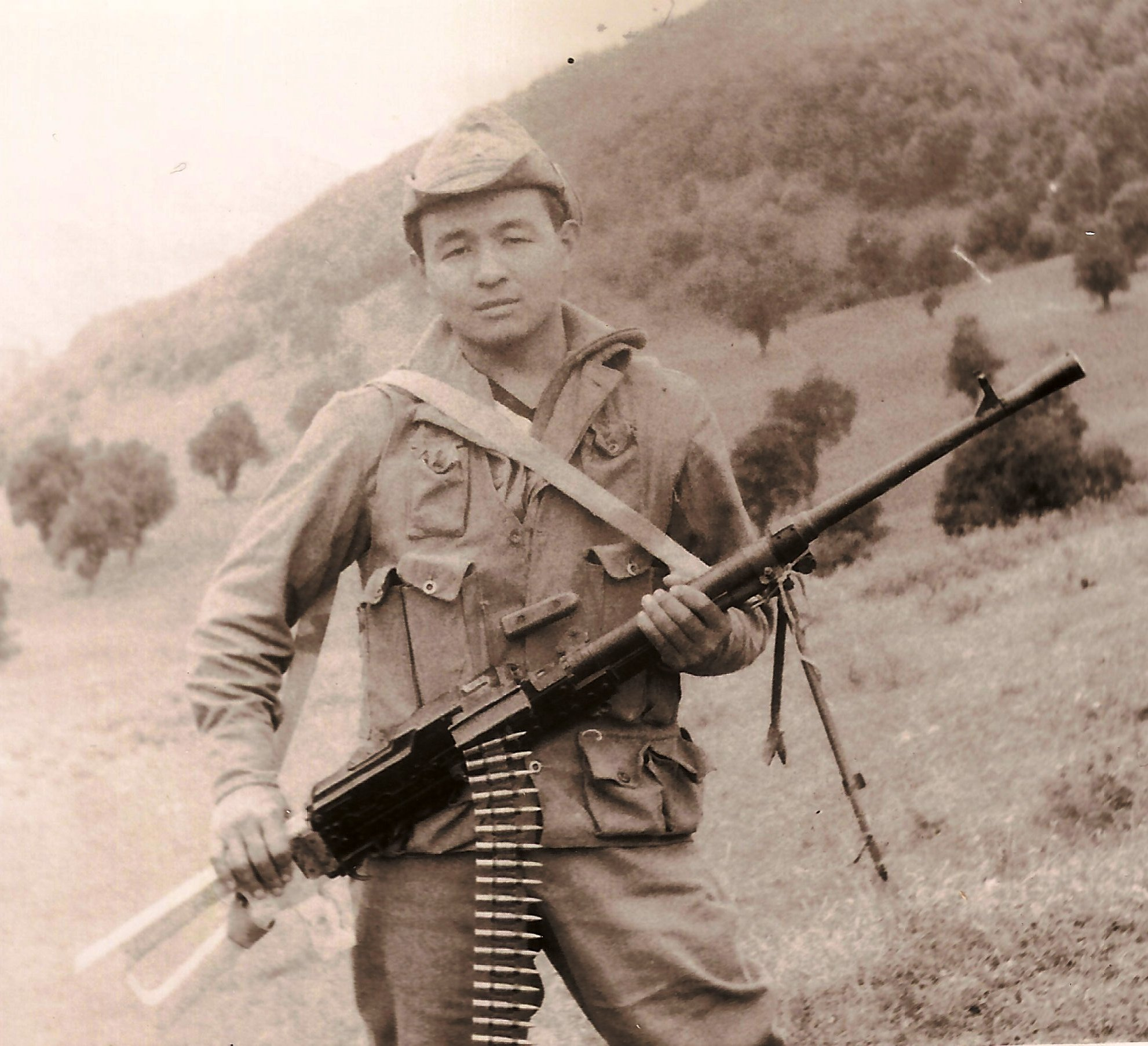
Переробка танкового кулемета ПКТ в піхотний варіант

Протягом численних локальних конфліктів на початку 90-х, на території колишнього СРСР, у представників незаконних збройних формувань виник гострий попит на ручні кулемети як на основний засіб підтримки піхоти. Водночас у сторін конфліктів з'явилася велика кількість кулеметів ПКТ, викрадених у військових частинах, знятих з підбитої в боях або виведеної з ладу бронетехніки. Природним кроком з подолання подібного дефіциту слід вважати дрібносерійне виробництво по переробці в умовах механічних майстерень цивільного профілю танкових кулеметів ПКТ в піхотний варіант.
Схема переробки, що отримала найбільше поширення, була наступною:
- З кулемета знімався блок електроспуску.
- До місця, що звільнилось на потиличнику ствольної коробки, накладними сталевими пластинами за боковини ствольної коробки заклепковим з'єднанням прикріплювався приклад з пістолетною рукояткою з цілісного шматка пластика або з багато разів склеєних шарів фанери.
- Запобіжна планка видалялася, а частково обрізана гашетка з'єднувалась з саморобним гачком, під який випилювати щілину в дні ствольної коробки.
- На вузлі газовідведення ствола кріпили болтовим з'єднанням бляшану скобу з сошками з товстого сталевого прута з загостреними кінцями.
- На ствол в передній частині зварюванням кріпився виступ з мушкою.
- На кришку ствольної коробки клепочним з'єднанням приєднувався сталевий куточок з радіальним вирізом, який грав роль прицільної планки.

Зважаючи на максимальне спрощення процесу переробки, на отриманих кулеметах були відсутні такі елементи піхотного кулемета ПКМ, як: запобіжник вогню, кронштейн для кріплення коробки з патронами, запобіжна скоба на спусковому гачку, тримач на сошці для збірного шомпола, гнізда в прикладі для маслянки і для пенала з миючими приладдям. Унаслідок подібних спрощень перероблений кулемет ПКТ поступався ПКМ за габаритними та ваговими показниками, по зручності перенесення в умовах бою, з безпеки і по точності ведення прицільного вогню. Єдиною перевагою переробленого ПКТ перед ПКМ виявилася можливість вести інтенсивніший і триваліший вогонь завдяки важчому стволу.
Кулемети подібної конструкції широко використовувалися під час Першої Карабахської війни, на Першій та Другій чеченських війнах, в Громадянській війні в Таджикистані, в Південно-осетинській війні (1991–1992), в Грузино-абхазькій війні (1992–1993).
Під час Російського вторгнення в 2022 з'явилися відео більш досконалої переробки ПКТ, знятих із численної підбитої російської техніки, на ручні варіанти. Точні характеристики невідомі, але присутні приклади, різні пістолетні руків'я та кріплення під приціли.

## Виробництво

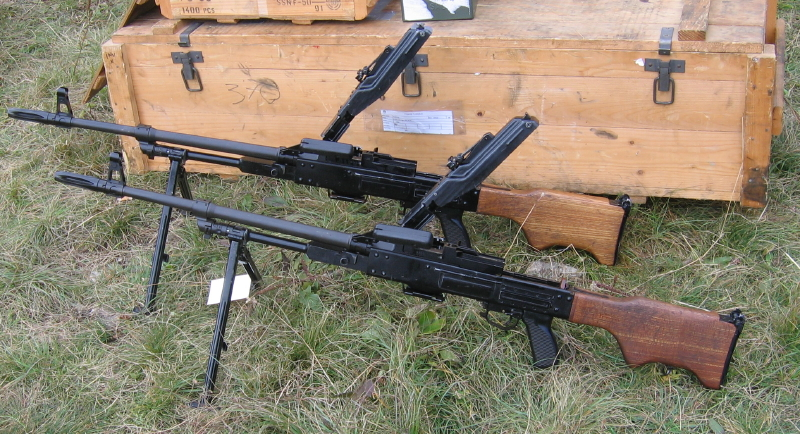
Кулемети Zastava M84

Крім СРСР, виробництво кулемета ПК і його модифікацій було освоєно в декількох країнах світу:
- Болгарія — в 1971–1973 роки було освоєно та розпочато серійне виробництво кулемета ПК, а в 1976–1978 роки — танкового кулемета ПКТ[8]; надалі, були розроблені модифіковані варіанти кулемета ПКМ (з пластмасовою фурнітурою) — MG-1 і MG-1M;
- КНР — кулемет ПКМ випускається компанією «NORINCO» під найменуванням «Тип 80»;
- Польща — кулемети ПК (PKM), ПКТ (PKT) та їх модифікації виробляються з 1968 року, після переходу на стандарти НАТО у 1997–2000 роки був розроблений варіант UKM-2000 під патрон 7,62×51 мм[9].
- Румунія — кулемет ПКМ випускається компанією «ROMARM» під найменуванням Cugir Mitraliera md. 66;
- Сербія — кулемет ПК випускається компанією «Застава Зброя» під найменуванням «Застава М84», ПКТ — під найменуванням «Застава М86»
- Україна — заводом «Маяк», НТК «Завод точної механіки» та НВК «Техімпекс» виробляються ПКМ (під назвою КМ-7,62) і ПКТ (під назвою КТ-7,62[10][11])

## Оператори

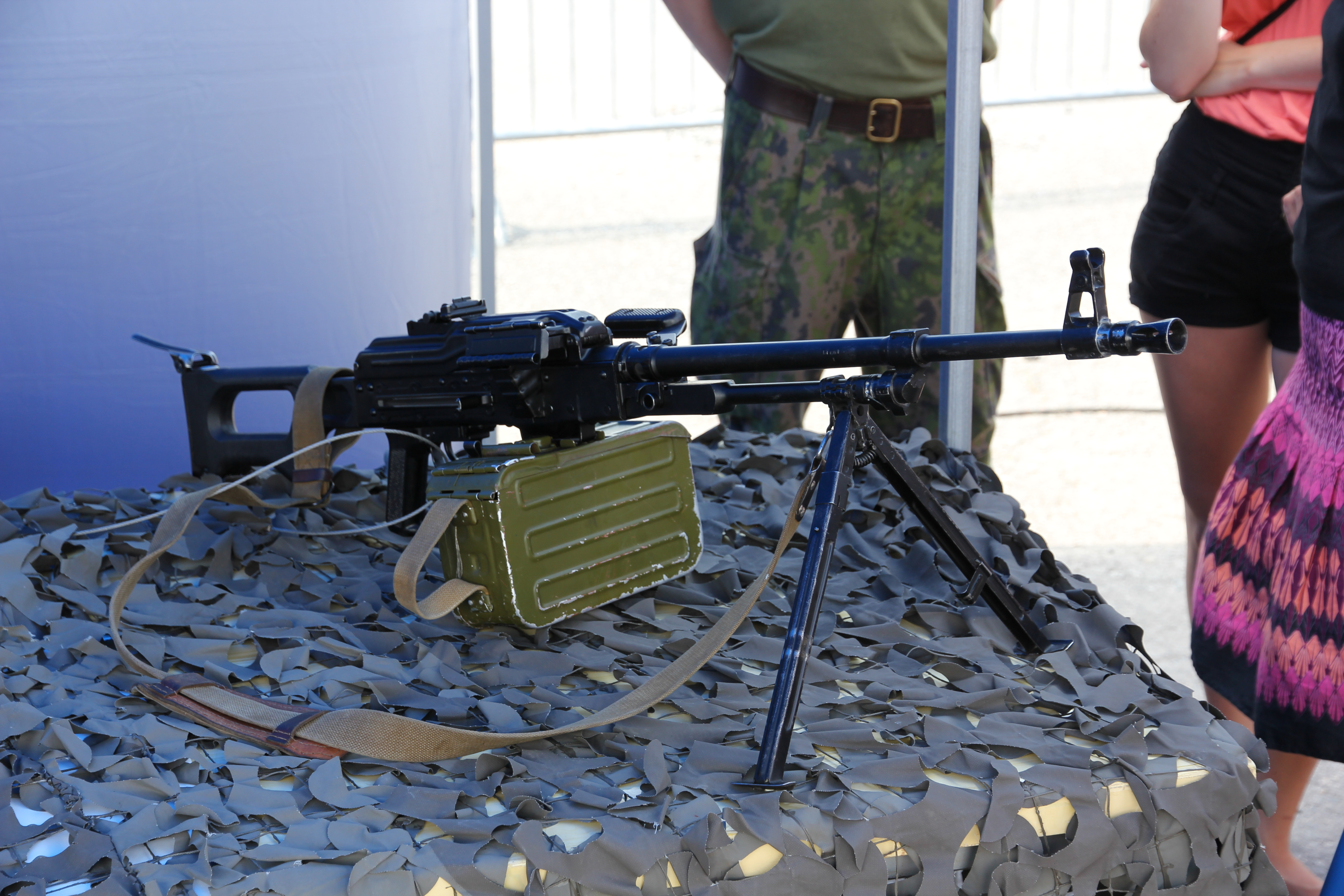
ПКМ фінської армії.

| - Росія - Албанія - Афганістан - Азербайджан - Вірменія - Білорусь - Болгарія - Боснія і Герцеговина - НДР - Грузія - Ізраїль - Ірак - Іран - Югославія - Камбоджа - Казахстан - КНР - Киргизстан - ДР Конго - Республіка Конго - Хорватія - Куба - СРСР - Польща - Румунія - Сан-Томе і Принсіпі - Сербія - Сирія - Словаччина | - Словенія - Шрі-Ланка - Кабо-Верде - Лаос - Латвія - Литва - Північна Македонія - Малі - Мозамбік - Молдова - Монголія - Фінляндія (був відомий як 7,62 КК ПКМ). - Таджикистан - Чехія - Швейцарія - Україна - Туркменістан - Угорщина - Швеція (відомий як «Kulspruta 95») - Узбекистан - В'єтнам - Еритрея - Естонія - Гвінея - Гвінея-Бісау - Замбія - Уганда - Чад |

## Зображення

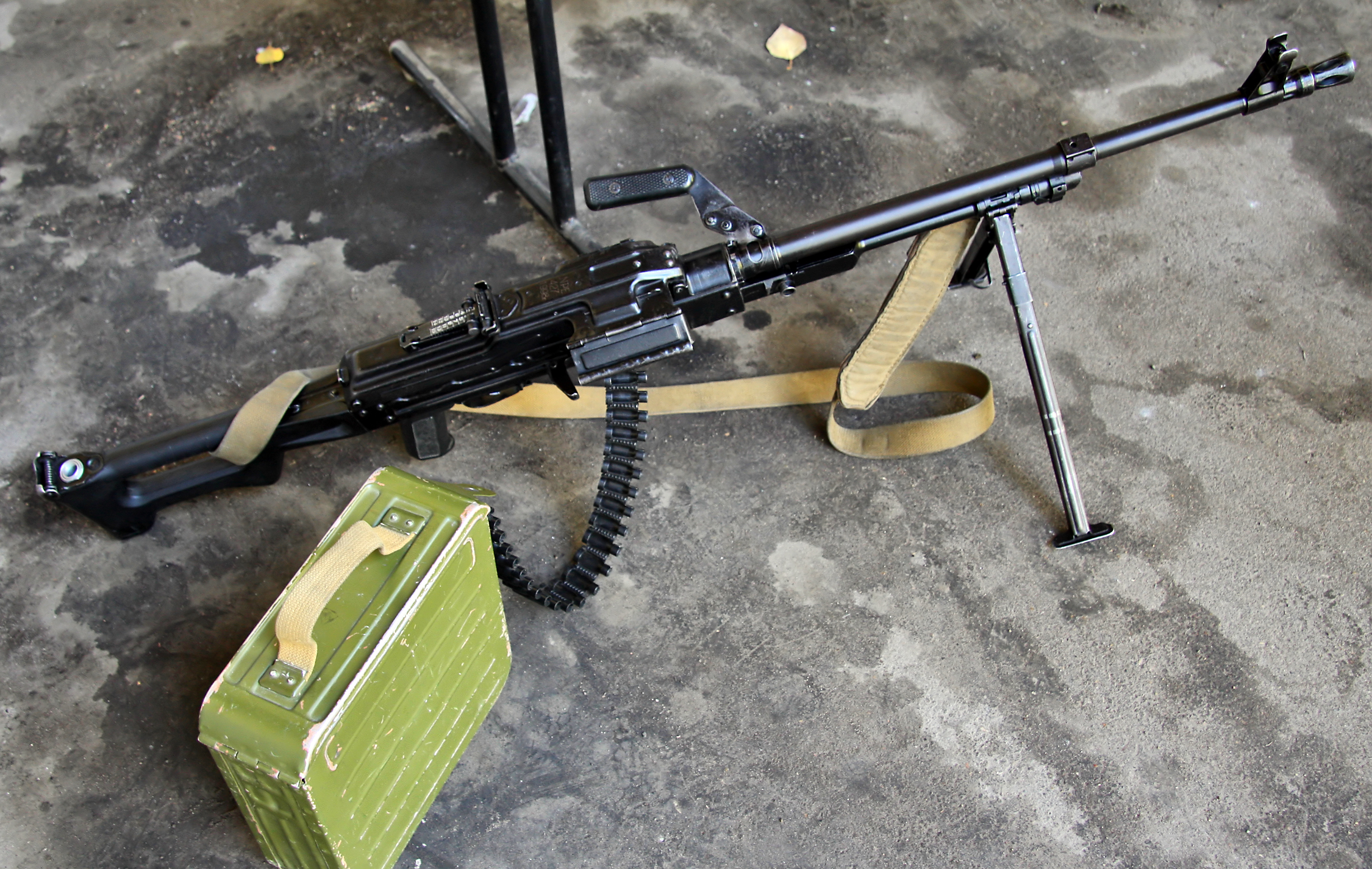
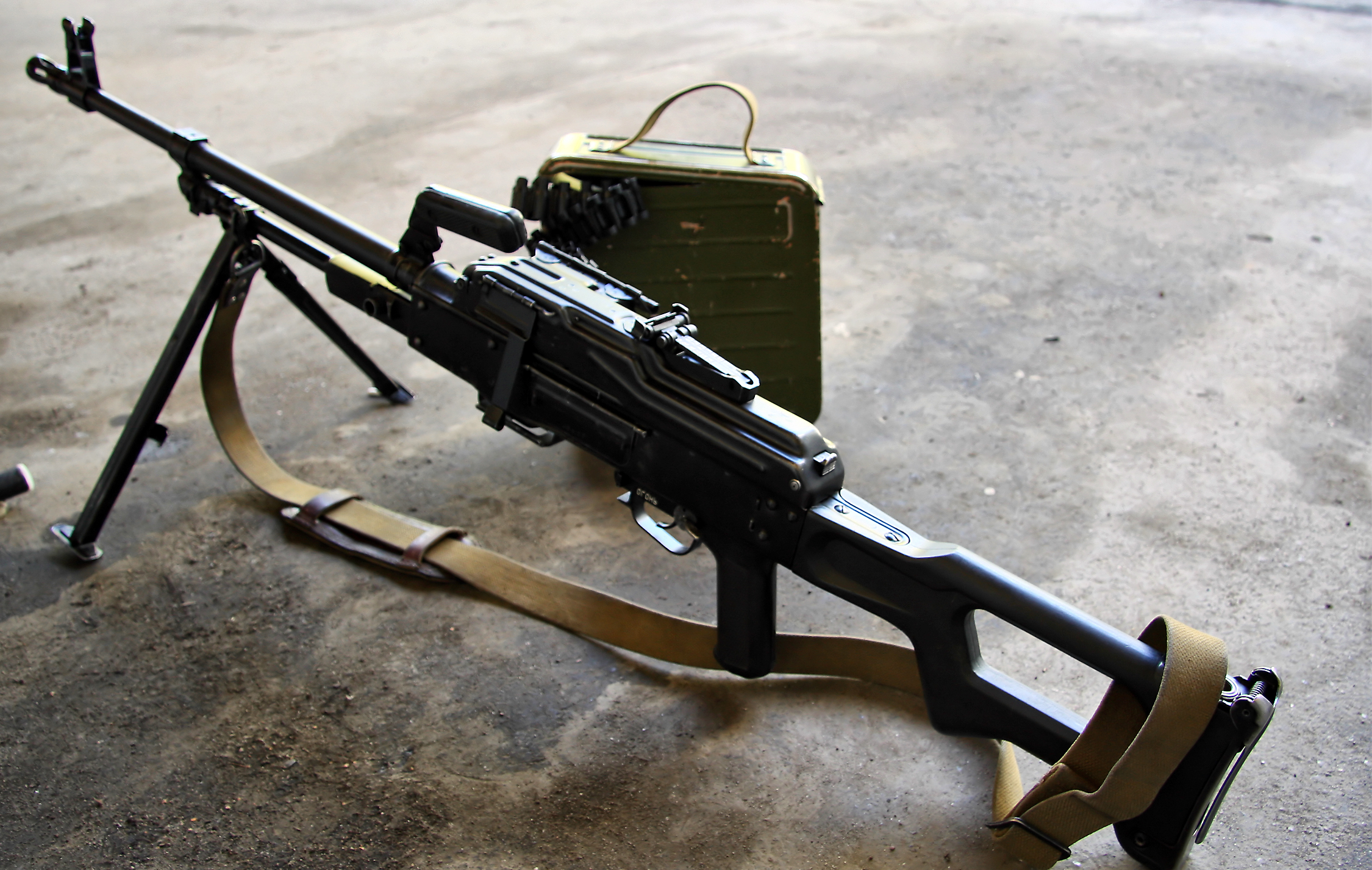
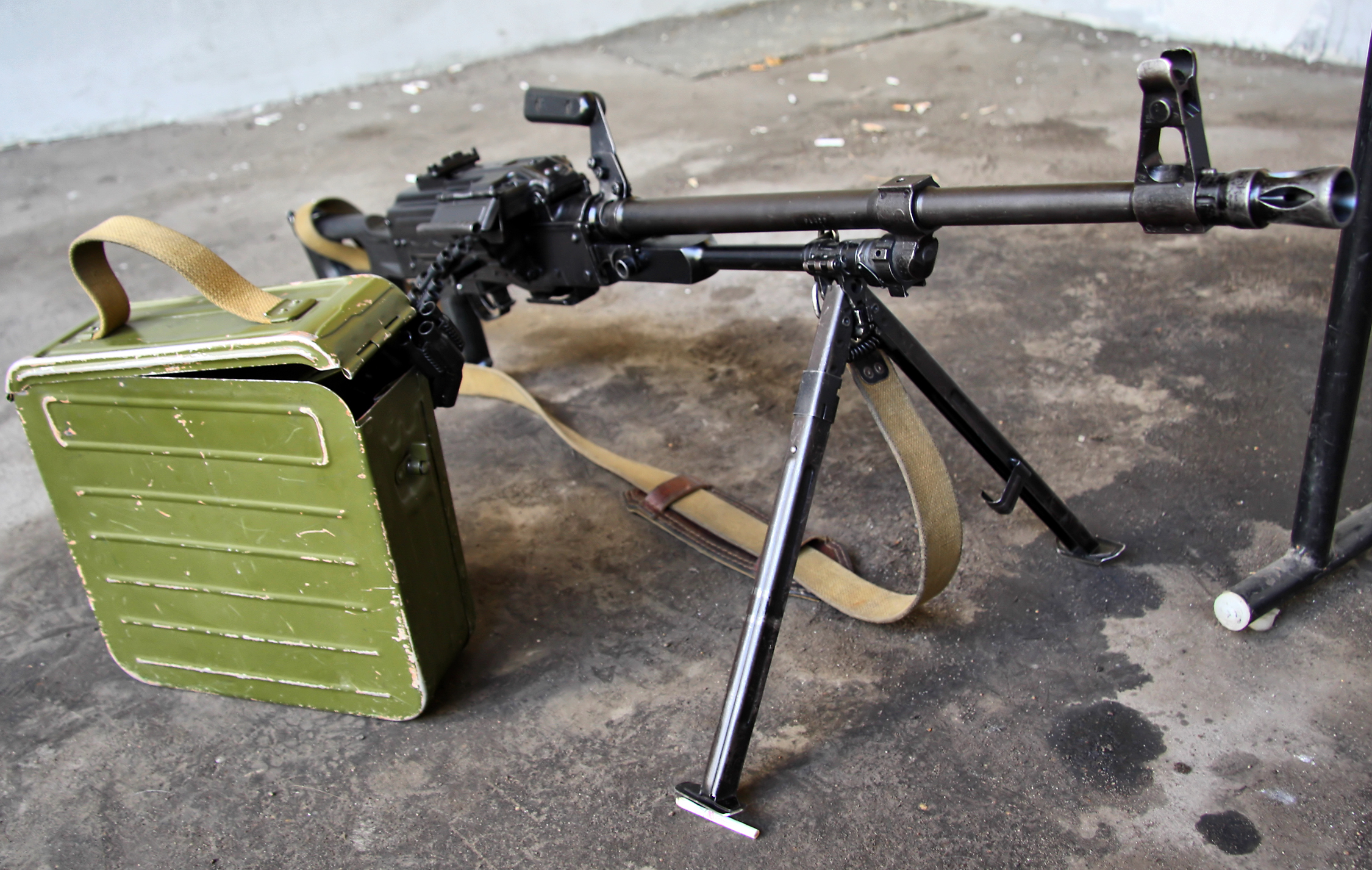